# Indústria do sexo
O termo indústria do sexo, ou indústria pornô é utilizado para se referir às empresas que fornecem produtos ou serviços considerados eróticos com algum nível de relação com a prática do ato sexual.
Esses serviços são considerados como entretenimento adulto, por não serem considerados como entretenimento apropriado para crianças.
A indústria do sexo fatura, anualmente, algo em torno de 13 bilhões de dólares, apenas nos Estados Unidos, com a comercialização de material pornográfico nas mais diversas mídias, como DVD, Blue-Ray, revistas, televisão e Internet.

## Tipos de Produtos e Serviços

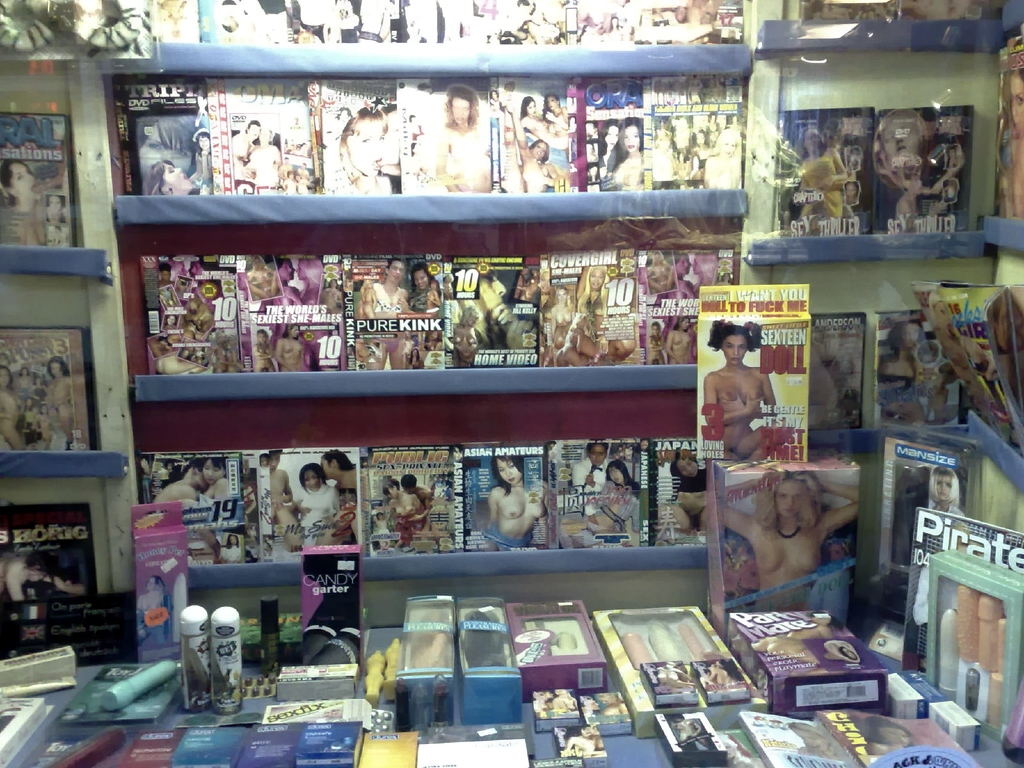
Interior de um sex shop

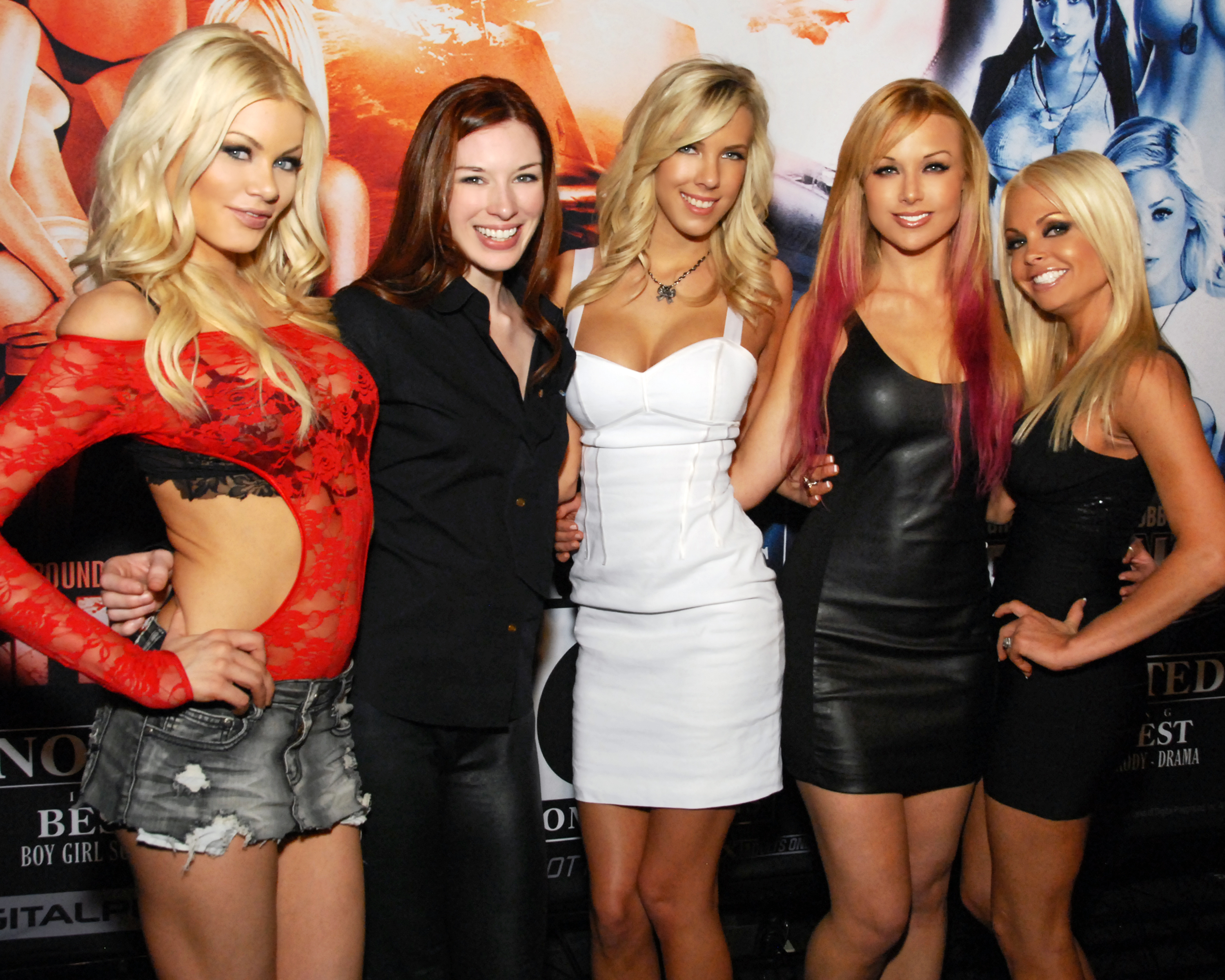
Riley Steele, Stoya, BiBi Jones, Kayden Kross e Jesse Jane, famosas atrizes pornográficas.

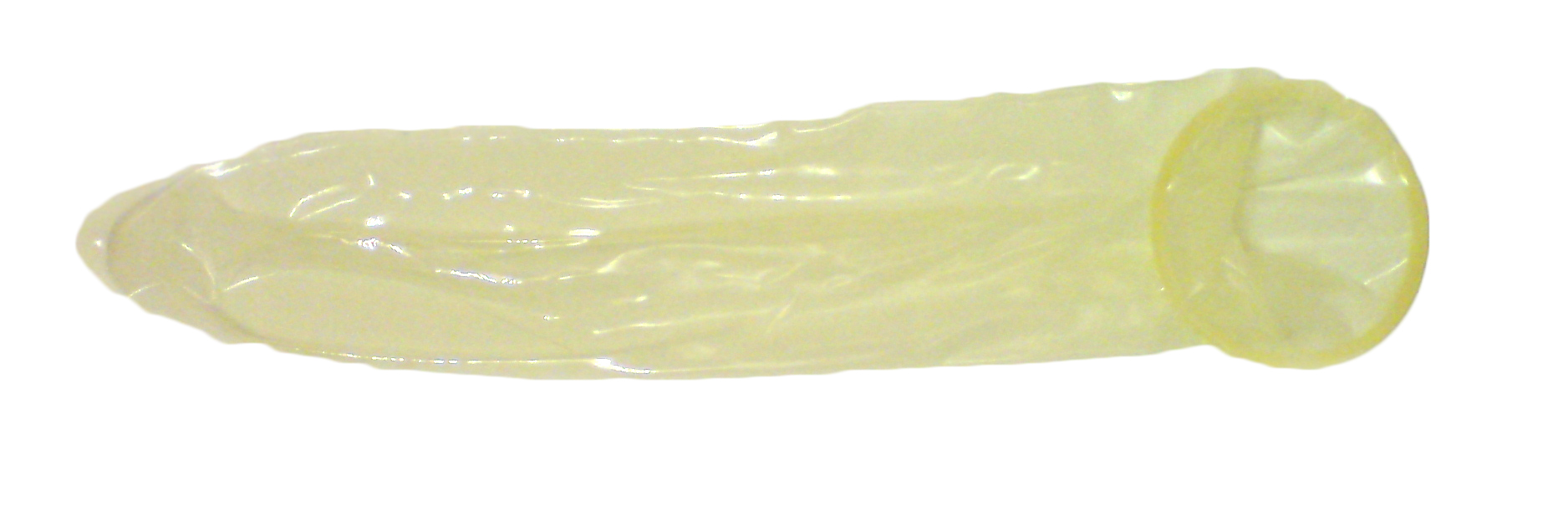
Preservativo.

Existem diversas formas possíveis de produtos ou serviços envolvendo erotismo ou pornografia. Alguns dos mais comuns são citados a seguir.

### Produtos
O principal produto da indústria do sexo são as fotografias e os filmes eróticos e/ou pornográficos. Atualmente é possível encontrar material adulto em todos os tipos de mídia disponível:
- Jornais
- Revistas
- Cinema
- Canais de Televisão
- Internet
- Filmes (VHS, DVD, Blue-Ray)

Além de material audiovisual, a indústria do sexo também comercializa uma grande variedade de produtos destinados a gerar ou facilitar o prazer sexual. São produtos como:
- Roupas íntimas
- Fantasias
- Massageadores
- Preservativos
- Estimulantes
- Cremes e cosméticos
- Acessórios com formato de órgãos sexuais (dildos, vaginas artificiais, etc.)
- Alimentos com formato de órgãos sexuais

Todos esses produtos costumam ser encontrados à venda em lojas (físicas ou virtuais) especializadas, chamadas sex shops.
Com menor apelo, mas também com relativa importância na indústria do entretenimento adulto, existe também a literatura erótica. São textos que contém descrições de situações eróticas ou pornográficas que podem ser encontrados em livros, revistas ou internet.

### Serviços

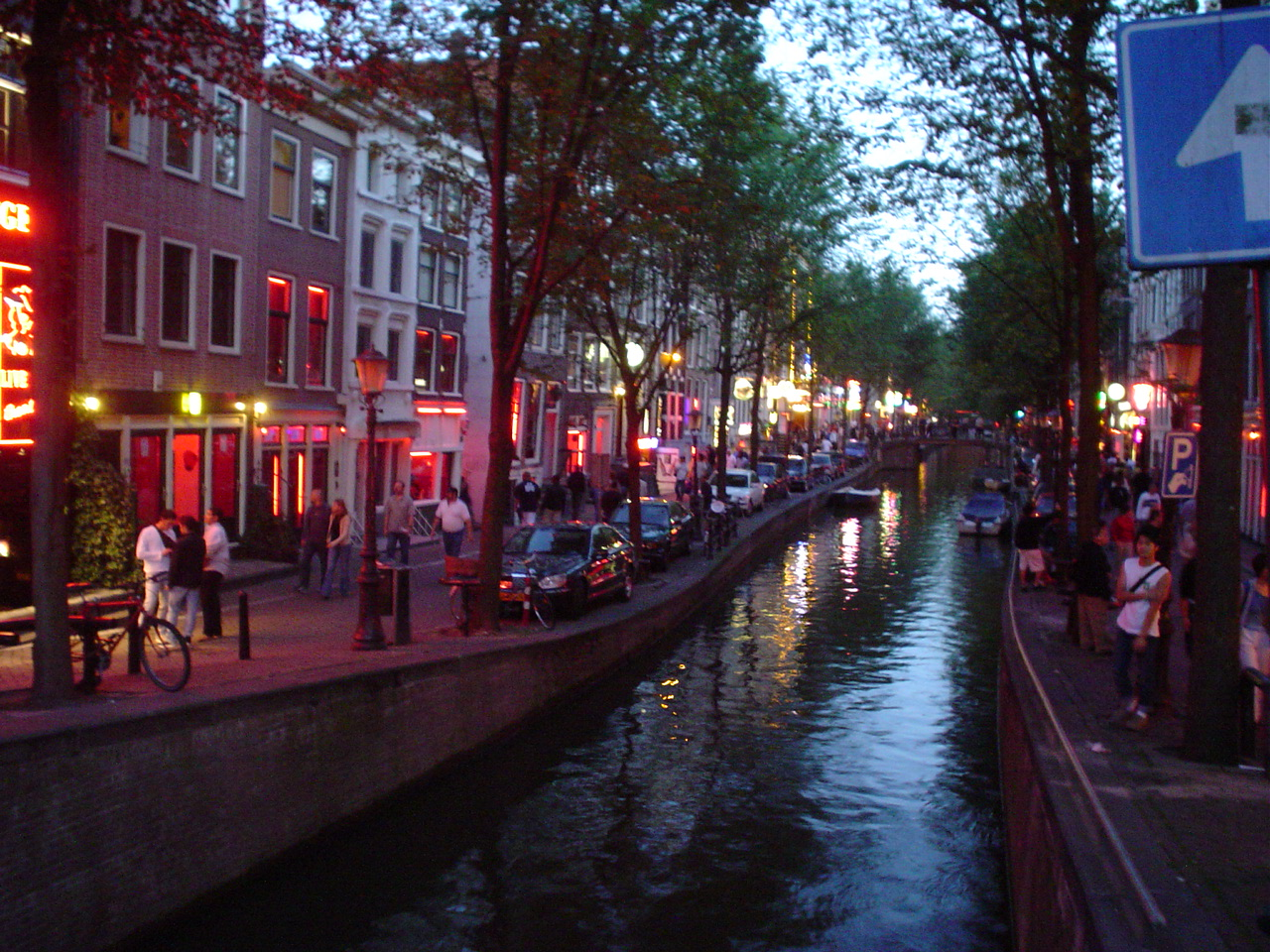
De Wallen, a zona de meretrício de Amsterdã.

O mercado de prestação de serviços para entretenimento adulto conta com uma infinidade de possibilidades.
Os serviços podem envolver a observação ou interação entre pessoas, como:
- Striptease
- Telessexo
- Vídeo Sexo
- Exibições de sexo explícito
- Prostituição

Existem também estabelecimentos especializados em propiciar o encontro entre pessoas interessadas (comercialmente ou não) em manter relações sexuais. Em alguns casos esses estabelecimentos dispõe de acomodações adequadas para a prática sexual. São locais que geralmente combinam diversos serviços, incluindo sauna, bar, alimentação e acomodações para pernoite.

### Museus e galerias

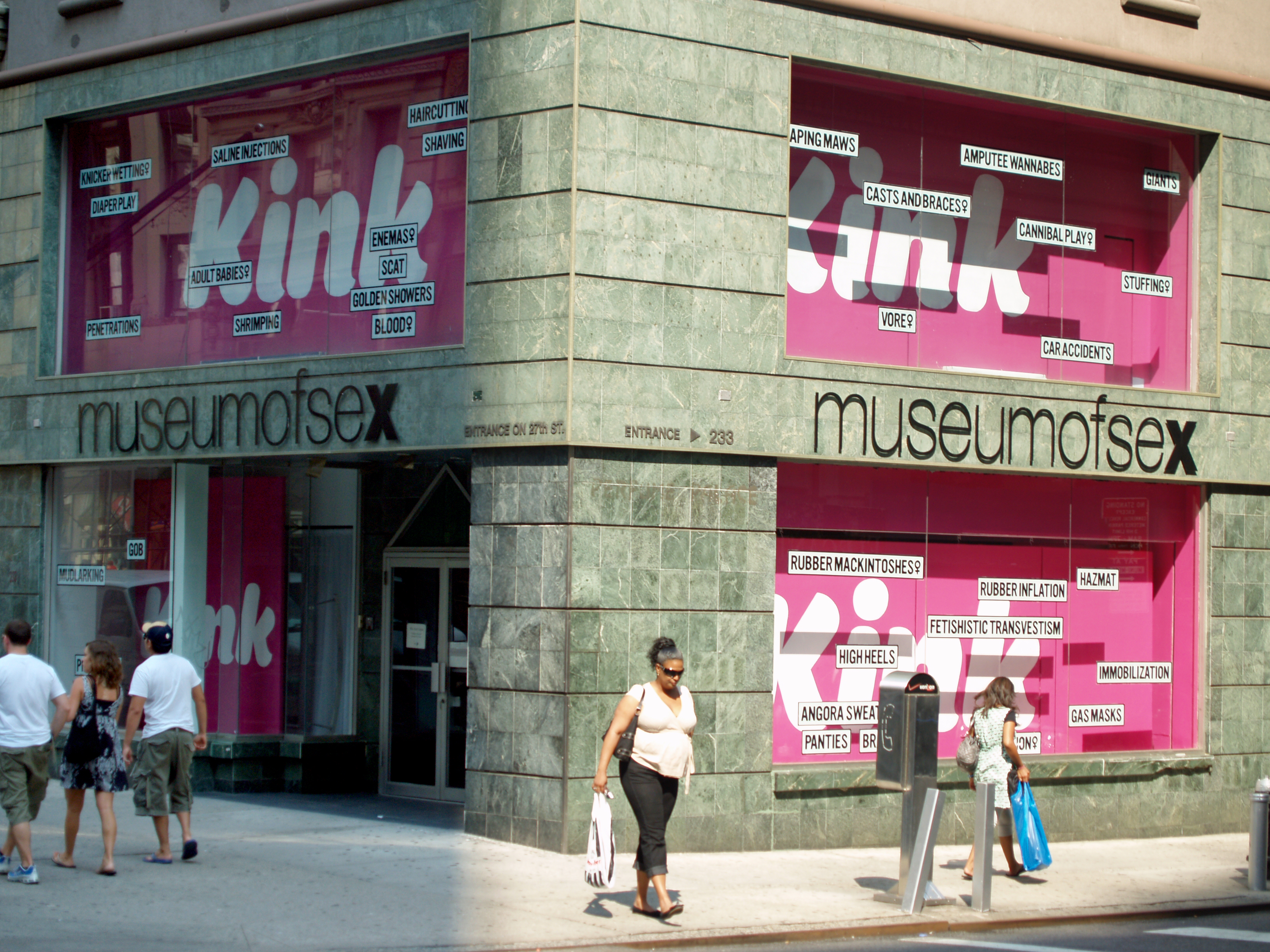
Museu do Sexo da cidade de Nova York.

Museus e Galerias do sexo são locais que expõem arte erótica, utensílios sexuais antigos, documentos antigos com alguma conotação sexual. Esses locais foram muito populares na Europa, no final dos anos 1960 e durante os anos 1970, a era da revolução sexual.

## Oposição

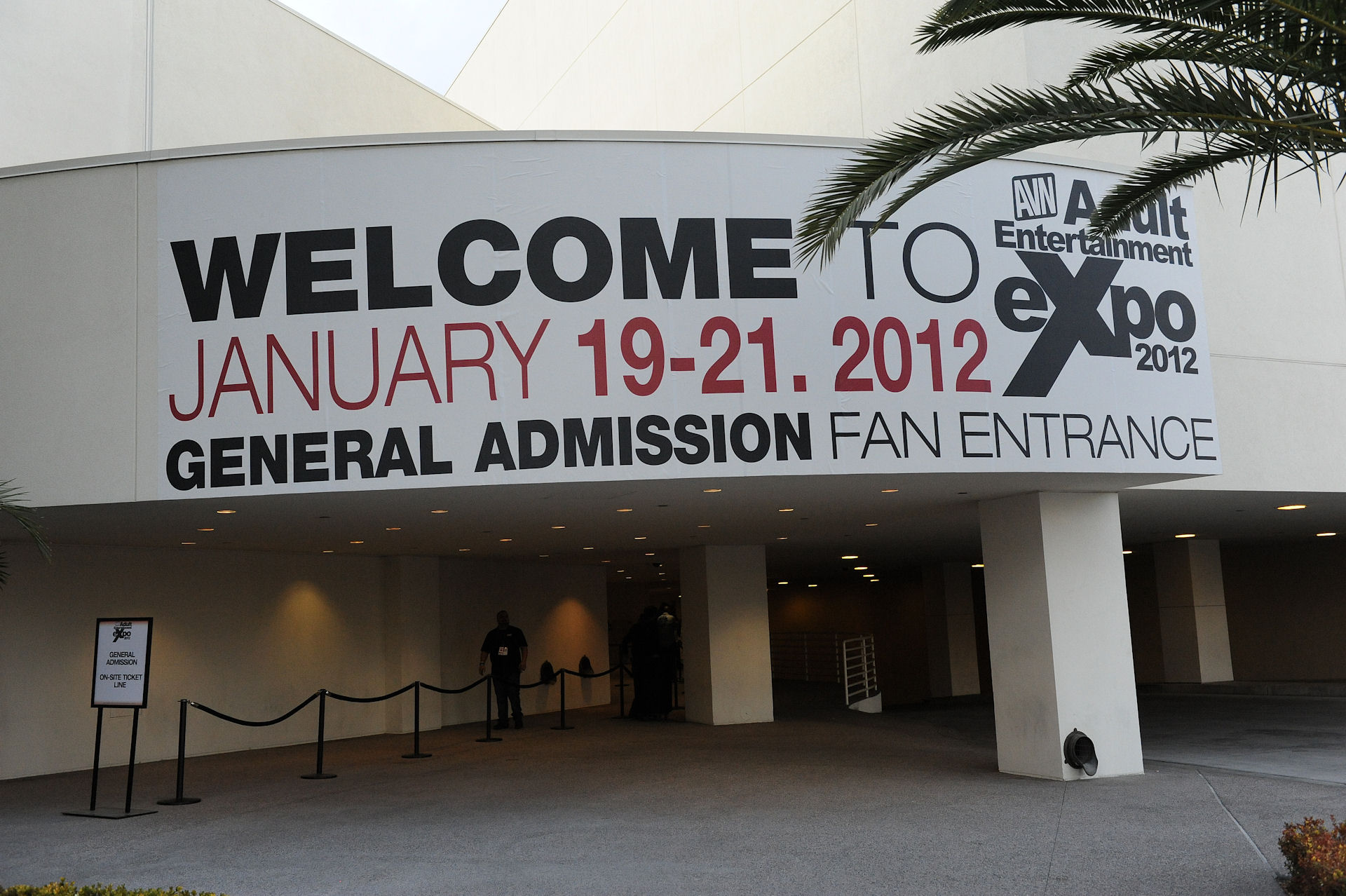
AVN Adult Entertainment Expo, uma das maiores exposições eróticas do mundo.

A indústria do sexo é considerada assunto extremamente controverso: muitas pessoas, instituições, organizações até mesmo países possuem fortes objeções a ela. Como resultado, muitos dos serviços prestados pela indústria do sexo são considerados ilegais em muitos países.